# Graciela Mancuso
Graciela Mancuso (16 de febrero de 1947-23 de junio de 2016) fue una locutora y presentadora argentina.
Se destacó por haber realizado importantes programas de radio musicales y ciclos televisivos de interés general. Y también por haber sido una de las voces fundacionales de la radio FM en Argentina, junto a Juan Alberto Badía, Lalo Mir y Elizabeth Vernaci, entre algunos más.
Durante su trayectoria trabajó con destacadas figuras como Cacho Fontana, Héctor Larrea, Rubén Aldao, Silvio Soldán y Raúl Calviño.

## Biografía
Se graduó como locutora del ISER en diciembre de 1970 y comenzó su carrera en la radio, al aire de Radio El Mundo, emisora donde su padre trabajó como músico. 
En dicha emisora conducirá Radio del Pueblo  y luego pasaría por Radio Argentina. 
Alcanzó el reconocimiento a mediados de la década de 1970, gracias al programa Imaginate (Flecha Juventud), que llevó adelante junto a Juan Alberto Badía en Radio Del Plata y del cual también formó parte de su versión televisiva. 
Entre los hitos de su carrera se destaca el haber sido presentadora de diversos eventos masivos; como el recital de Luciano Pavarotti en la Avenida 9 de Julio de Buenos Aires (1991) y el de Plácido Domingo en el Monumento de los españoles, de la misma ciudad (1992). También se destacan su paso como docente por el ISER y su trabajo como jurado de los Premios OTI y los Premios Clarín. 
Falleció de un ataque cardíaco en 2016, cerrando una carrera de 45 años en los medios de comunicación. En aquel entonces conducía Gracias por la música en Radio con Vos.

## Trayectoria

### Radio
Radio Rivadavia
- Fontana Show
- Rapidísimo
- El club de las barbas
- Una voz en el camino
- Música verdad

Radio Del Plata
- Imaginate (Flecha Juventud)
- Experiencias, para vivir libre
- Verano con B
- Gracias por los recuerdos
- Gracias por la música

Radio Mitre
- Experiencias, para vivir libre
- Sonrisas
- Sábado libre

Continental FM 105.5
- Experiencias, para vivir libre
- Sonrisas
- Frecuencia 2000
- Vuelo nocturno
- Boomerang

El Mundo FM 94.3
- Sonrisas

Radio Continental
- Sonrisas

R FM 103.1
- Entre nosotros
- Piedra libre

La 100
Viva FM 103.1
La Once Diez
- Gente de mi barrio
- Hoy conmigo
- Reina de corazones
- Mirada de mujer
- Sobre tablas
- Algo conmigo

La 2x4 FM 92.7
- Mujeres son mujeres

### Televisión
- Flecha Juventud
- Música Prohibida Para Mayores
- Vivir hoy
- Imagen de verano
- Más vale prevenir
- Servicio al consumidor
- Zoom

### Cine
- Sangre de vírgenes (Emilio Vieyra,1974)